# Neal Cassady
Neal Leon Cassady (født 8. februar 1926, død 4. februar 1968) var en ikon for beatgenerationen i 1950'erne og for den psykedeliske bevægelse i 1960'erne, måske mest kendt som inspirationen til Dean Moriarty i Jack Kerouacs klassiker On the Road.

## Biografi
Cassady blev født i Salt Lake City og voksede op hos sin alkoholiske far i Denver. Cassady tilbragte en stor del af sin ungdom med at flytte fra det ene billige hotel til det andet sammen med faderen og på at være på opdragelsesanstalt for biltyveri. I 1946 mødte Cassady Kerouac og Allen Ginsberg og blev hurtigt venner med dem og med gruppen af kunstnere og forfattere omkring dem. Han havde et lejlighedsvist seksuelt forhold til Ginsberg i de efterfølgende 20 år, og han rejste senere tværs over USA sammen med Kerouac.
Cassady kom til at fungere som katalysator for beat-bevægelsen og optrådte som figurerne Dean Moriarty og Cody Pomeray i mange af Kerouacs romaner. Ginsberg omtalte ham også i sit banebrydende digt Howl ("N. C., secret hero of these poems…"). Han betragtes ofte som den, der fik Kerouac til at bryde med sin Thomas Wolfe-inspirerede sentimentale stil og finde sin egen unikke stemme via "spontan prosa", en stream-of-consciousness-agtig indfaldsvinkel til det at skrive.
Cassady giftede sig i 1948 med Carolyn Robinson. De fik tre børn og bosatte sig i et hus 50 miles syd for San Francisco, hvor Kerouac og Ginsberg nu og da kom på besøg. Cassady arbejde for jernbanen og holdt kontakt med sine beatvenner, selvom de drev fra hinanden på det filosofiske plan.
I 1958 blev Cassady arresteret, da han forsøgte at sælge marijuana til en civilklædt betjent i en natklub i San Francisco, og han tilbragte et par hårde år i San Quentin-fængslet. Efter sin løsladelse i 1960 kæmpede Cassady for at forsørge sin familie, og Carolyn lod sig skille fra ham i 1963, da hans prøveløsladelse ophørte. Cassady mødte Ken Kesey første gang i sommeren 1962 og endte med at blive en del af Keseys Merry Pranksters. I 1964 var han den gale buschauffør, som forfatteren Tom Wolfe udødeliggjorde i sin roman The Electric Kool-Aid Acid Test. Cassady var senere fremtrædende i det californiske psykedeliske miljø i 1960'erne.
Cassady optræder i Hunter S. Thompsons bog Hells Angels: The Strange and Terrible Saga of the Outlaw Motorcycle Gangs, hvor han beskrives som "the wordly inspiration for the protagonist of two recent novels," som i fuldskab råber efter politiet under en af de berygtede Hells Angels-fester i Keseys hjem i La Honda – en begivenhed, der også er med i The Electric Kool-Aid Acid Test. 
I januar 1967 rejste Cassady til Mexico sammen med en anden prankster, George "Barely Visible" Walker og hans kæreste Anne Murphy. De holdt hof i en strandvilla syd for Puerto Vallarta og fik besøg fra Berkeley, Barbara Wilson og Walter Cox. Med historiefortælling hele natten, væddeløbskørsel i Georges psykedeliske rugbrød og masser af LSD til alle var der lagt op til en klassisk Cassady-optræden – "like a trained bear" sagde Carolyn Cassady engang. På et tidspunkt trak Cassady Walter, der var 19 år, til side og sagde: "Twenty years of fast living – there's just not much left, and my kids are all screwed up. Don't do what I have done."
I løbet af det efterfølgende år førte Cassadys i stigende grad en omvandrende tilværelse. Han forlod Mexico i maj, tog til San Francisco, Denver, New York, så tilbage til Mexico i september og oktober, og derefter til Keseys gård i december og nytår sammen med Carolyn i San Francisco. Og i slutningen af januar 1968 vendte Cassady endnu engang tilbage til Mexico.
Den 3. februar 1968 var Cassady til et bryllup i San Miguel de Allende. Efter festen gik han langs jernbanesporene for at komme til den næste by, men han besvimede i den kolde og regnvåde nat kun iført T-shirt og cowboybukser. Han blev om morgenen fundet i koma og bragt til det nærmeste hospital, hvor han døde få timer senere. Han blev 41.

Denne artikel er en oversættelse af artiklen Neal Cassady på den engelske Wikipedia. 